# كوماك إيه آر جيه 21
كوماك إيه آر جيه 21  (بالإنجليزية: Comac ARJ21)‏ هي طائرة نفاثة إقليمية، بسعة 70–100 مقعد. أنتجت في الصين. من صناعة كوماك. كان أول طيران لها في 28 نوفمبر 2008. صنع منها 6 طائرة، وسعر الطائرة الواحدة منها في عام 2008 هو 20 مليون دولار.